# Тврђава Осовец
Тврђава Осовец је тврђава из 19. века, смештена на североистоку Пољске, коју је изградило Руско царство. Проживела је тешке борбе током Првог светског рата, када ју је руски гарнизон тврдоглаво бранио од немачких напада.
Тврђава је грађена између 1882. и 1892. године као један од одбрамбених радова у сврху заштите западних граница Русије од Немачке и непрекидно се модернизовала да би се изборила са напретком тешке опсадне артиљерије. 1889—1893. године, војни инжењер Нестор Буинитски играо је важну улогу у изградњи тврђаве. Налазила се на реци Бебжа, око 50 км од границе са немачком провинцијом Источна Пруска, на месту где је мочварни део реке могао да се пређе, и тако је контролисала виталну тачку. Опсежна мочварна подручја које су је окруживала отежавале су нападе. Стратешка железничка пруга Белосток – Лицк – Конигсберг такође је пролазила кроз тврђаву и ту је прелазила реку Бебжа. Тврђава је прошла кроз тешке борбе током почетка Првог светског рата на источном фронту од септембра 1914. године док је руска војска није напустила у августу 1915. У међуратним годинама тврђаву је користила пољска војска. За време немачке инвазије на Пољску 1939. године, била ја заобиђена и није видела пуно борбе.
Данас су неки делови тврђаве доступни туристима, посебно делови унутар граница Националног парка Бебжа. Информативни центар за посетиоце парка налази се у Осовец-Твјердза, малом насељу смештеном у границама тврђаве. Остали делови тврђаве и даље припадају пољској војсци и приступ је ограничен.

## Први светски рат

### Септембар 1914.
У септембру 1914. године руску теренску одбрану око тврђаве напало је 40 пешадијских батаљона немачке 8. армије; нападачи су уживали значајну бројчану супериорност. До 21. септембра немачки напредак је тврђаву довео у домет немачке артиљерије; додатно ојачани са 60 додатних топова калибра до 203 мм, али ове су снаге могле да буду пуштене у рад тек 26. септембра. Два дана касније немачки фронтални напад одбила је руска артиљерија. Дан касније, два руска бочна контранапада присилила су немачку артиљерију на пресељење, стављајући тврђаву изван домета немачке артиљерије.

### Од фебруара до марта 1915.
3. фебруара 1915. године, бројчано надмоћни Немци покренули су још један напад. Прва линија руске теренске одбране састојала се од плитких ровова и држала се пет дана. 9. фебруара, Руси су се повукли на другу линију са дубоким рововима и успоставили су утврђења са митраљезима и нису предали терен за још два дана. Друга линија остала је непробијена.
Повлачење са прве линије омогућило је немачкој артиљерији да почне паљбу на утврђења 13. фебруара. Калибар немачке опсадне артиљерије варирао је од 100 до 420 мм, пуцајући у плотунима из 360 топова свака четири минута. Током недељу дана дуге артиљеријске баражне паљбе, испаљено је 250 000 граната из тешких топова и око милион метака из лаких артиљеријских оружја.
Руска централна команда очекивала је да ће тврђава пасти; затражили су од бранитеља да издрже најмање 48 сати како би се омогућила евакуација цивила. Тврђава је задржана до августа.
Руси су претрпели велике губитке од артиљеријске баражне паљбе, која је била најјача од 14. до 16. фебруара и од 25. фебруара до 5. марта 1915. Вишеструки удари унутар тврђаве и урушавање многих грађевина учинили су кретање између различитих делова тврђаве готово немогућим. Као последица, сектор се вратио на позиционо ратовање.
Понекад се погрешно тврди да је руска против-артиљеријска паљба уништила два тешка минобацача у Немачкој; ови топови су повучени за друге операције.

### Од јула до августа 1915.
Немци су почетком јула покренули потпуну фронталну офанзиву на тврђаву; напад је обухватио 14 батаљона пешадије, један батаљон подривача, 24–30 тешких опсадних топова и 30 јединица артиљерије опремљене отровним гасовима које је водио фелдмаршал Паул фон Хинденбург. Руску одбрану чинило је 500 војника 226. пешадијског пука Земљански и 400 припадника милиције.
Немци су чекали повољне ветрове до 4 ујутру 6. августа, када је напад почео редовним артиљеријским бомбардовањем у комбинацији са гасовитим хлором. Настала битка била је позната као Напад мртвих људи.
Руси нису још дуго држали Осовец. Немци су претили да ће опколити тврђаву заробљавањем Ковна и Новогеоргијеска. Руси су срушили већи део Осовеца и повукли се 18. августа.

## Други светски рат
Након Првог светског рата, друга пољска република обновила је делове Осовеца и користила га је за смештај јединица пољске војске, укључујући Централну школу подофицира Граничног заштитног корпуса.
135. резервни пешадијски пук формиран је из школе након што је Немачка напала Пољску на почетку Другог светског рата. Пољаци су 13. септембра напустили тврђаву. Немци су је заузели и 25. септембра предали совјетској 20. тенковској и митраљешкој бригади. У Осовец је потом ушла совјетска 10. армија. Немци су поново освојили Осовец 27. јуна 1941. године током операције Барбароса; једна од улога тврђаве била је као депонија муниције. 14. августа 1944. совјетске 49. и 50. армије заузеле су три утврђења током Осоветске офанзиве операције Багратион. Тврђава II остала је у немачким рукама све до јануара 1945, када је напуштена током офанзиве Висула-Одер.

## После рата
1953. године тврђава је претворена у складиште муниције пољског ваздухопловства, које је 1998. године апсорбовано у 11. регионалну базу материјала. 2011. године гарнизон Осовец постао је део 2. регионалне базе логистике.